# Xingu-Indianer

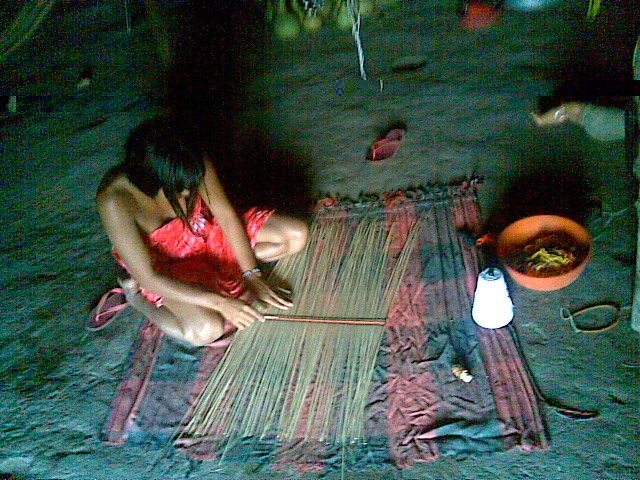
Xingu-Frau

Als Xingu-Indianer, auch einfach Xingu, werden die am Oberlauf des Rio Xingu im brasilianischen Mato Grosso lebenden Indigenen bezeichnet. Xingu ist ein Oberbegriff für mehrere Gruppen, die vier unterschiedliche Sprachen sprechen.
In den Jahrhunderten seit dem Eindringen der Europäer waren sie aus verschiedenen Landesteilen auf der Flucht vor Siedlern in die Region am Oberlauf des Río Xingú geflohen. Ende des 19. Jahrhunderts lebten etwa 3.000 der Ureinwohner am Alto Xingu, dessen Stromschnellen sie vor europäischen Eindringlingen schützte. Bis zur Mitte des 20. Jahrhunderts war diese Zahl durch verschiedene eingeschleppte Epidemien wie Grippe, Masern und Malaria auf unter 1.000 dezimiert worden.
Zwei Brasilianer, Orlando Villas Bôas und sein Bruder, betrieben hier von 1946 bis 1973 einen Verwaltungs- und Handelsposten und trugen wesentlich dazu bei, dass im Jahr 1961 am Alto Xingu der Parque Indígena do Xingu eingerichtet wurde, um den verbliebenen ethnischen Minderheiten einen Schutzraum zu bieten. Dies hat dazu beigetragen, dass die Zahl der hier in 32 Siedlungen lebenden Xingu auf heute wieder über 3.000 Einwohner gestiegen ist, die Hälfte von ihnen ist jünger als 15 Jahre.

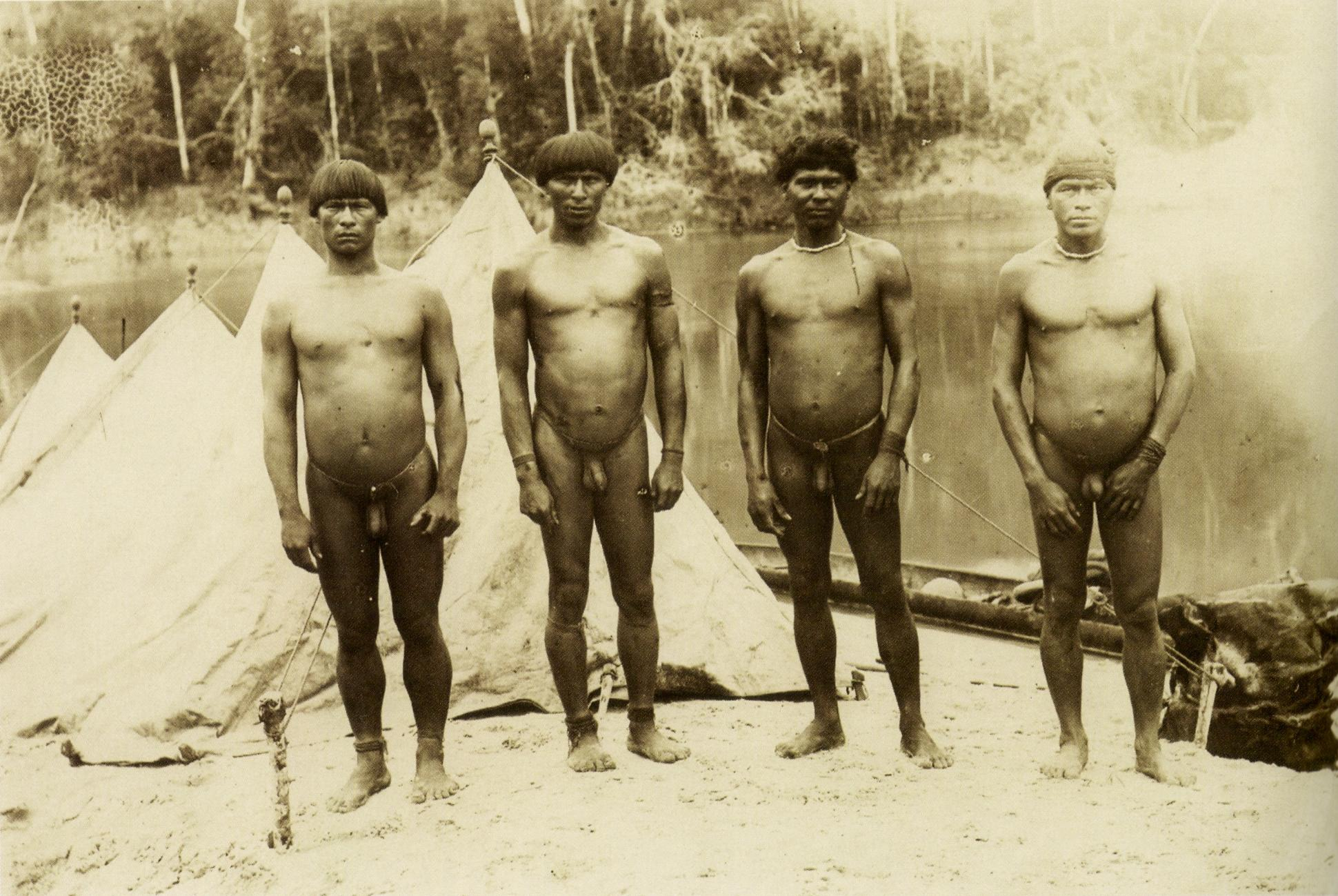
Mehinako-Indigene (1894)

Die in dieser Region lebenden Xingu haben trotz unterschiedlicher Sprachen ganz ähnliche Bräuche und Sozialsysteme. Sie setzen sich im Einzelnen aus folgenden indigenen Gruppen zusammen: den Aweti, Ikpeng, Kaiabi, Kalapalo, Kamaiurá, Kuikuro, Matipu, Mehinako, Nahukuá, Kisêdjê, Trumai, Wauja, Yawalapiti und Yudjá.